# Hydrology and Earth System Sciences
Hydrology and Earth System Sciences est une revue scientifique à comité de lecture en libre accès publiée et diffusée par Copernicus Publications pour le compte de l'Union européenne des géosciences (EGU) qui en assure la rédaction. Elle traite d'hydrologie et de domaines connexes tel que la gestion des ressources en eau. La revue est disponible en ligne et en version imprimée. Les articles sont publiés sous la licence Creative Commons Attribution 3.0.
Créée en 1997, c'est une des plus anciennes revues de l'EGU. Ses rédacteurs en chef sont Theresa Blume (centre de recherche des sciences de la Terre allemand) et Alberto Guadagnini (école polytechnique de Milan).

## Thématiques
Hydrology and Earth System Sciences est consacrée à l'hydrologie et aux sujets connexes tel que la gestion des ressources en eau.

## Processus de publication
Le processus d'acceptation et de publication des articles est interactif et se fait en plusieurs étapes :
- Dans un premier temps, les articles passent un examen rapide par des pairs nommés par les directeurs de publication ;
- dans un deuxième temps, ils sont publiés sur le forum du site internet de l'Union européenne des géosciences : EGUsphere. Ils sont ensuite soumis pendant plusieurs semaines à une évaluation publique et interactive par tous les pairs qui le souhaitent, notamment sous forme de commentaires de référents (anonymes ou attribués), de commentaires supplémentaires d'autres membres de la communauté scientifique (attribués) et de réponses des auteurs ;
- enfin, s'ils sont acceptés par la communauté, une version révisée par les auteurs (tenant compte des remarques de l'étape précédente) est publiée dans la revue. Pour assurer la préséance de la publication pour les auteurs et pour fournir un historique vérifiable de la discussion scientifique en ligne, le journal et le forum sont archivés en permanence et entièrement consultables.

## Résumé et indexation
La revue est résumée et indexée dans les bases de données bibliographiques suivantes,:
- Astrophysics Data System
- AGRICOLA
- CAB Abstracts
- Chemical Abstracts
- Current Contents/Physical, Chemical, and Earth Sciences
- EBSCO daatabases
- Compendex
- GeoBase
- GeoRef
- ProQuest databases
- Science Citation Index Expanded
- Scopus

Selon le Journal Citation Reports, la revue a un facteur d'impact de 6,617 en 2021.